# Distretto di Özvatan
Il distretto di Özvatan (in turco Özvatan ilçesi) è uno dei distretti della provincia di Kayseri, in Turchia.